# Fadenbruch

Fadenbruchbeseitigung an einer Spinnmaschine, USA, ca. 1941

Ein Fadenbruch oder Fadenriss ist in der Textiltechnik das Reißen von Fäden, Garnen oder Zwirnen. Die Fertigung der gerade erzeugten oder bereits verarbeiteten Fäden muss danach gestoppt werden. Die Zugfestigkeit entsprach dann an einer Stelle nicht der für die Verarbeitung vorgesehenen Norm.
Mit einer hohen Fadenbruchhäufigkeit ist die Produktion an den Ringspinnmaschinen und Webmaschinen behaftet, in beiden Fällen muss der Fadenbruch manuell behoben werden. Fadenbrüche können auch Rotorspinnmaschinen und Spulmaschinen betreffen, aber hier können sie von Robotern oder Automaten behoben werden. Durch die Entwicklung der sogenannten Relativ-Technologie konnte die Anzahl der Fadenbrüche pro Stunde gegenüber herkömmlichen Rundstrickmaschinen von im Mittel 3 auf maximal 1 reduziert werden.
Auch Stickmaschinen können von Fadenbruch betroffen sein.

## Geschichte
Der Begriff Fadenbruch ist bereits in einer Frankfurter Zunfturkunde von 1602 nachweisbar.
Während des 19. Jahrhunderts waren vielfach Kinder unter schwersten Bedingungen angestellt, um die Fadenbrüche der Maschinen zu beheben. Heute zählt dies zu den Aufgaben der Weber und Weberinnen bzw. Maschinenführer und Maschinenführerinnen.

## Ringspinnmaschinen

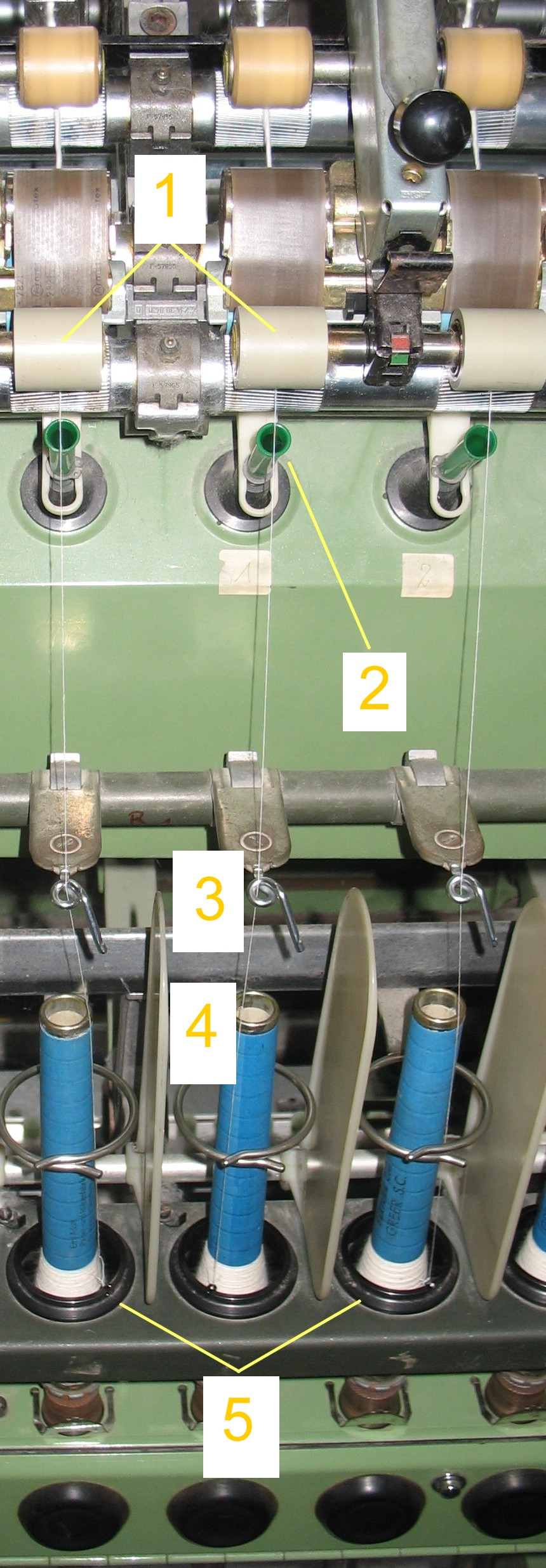
Fadenführung an der Ringspinnmaschine

### Ursachen für Fadenbruch
Die Faktoren, die die Fadenbruchhäufigkeit beeinflussen, sind der verarbeitete Rohstoff, die Technologie, der Zustand der Produktionsanlagen, die klimatischen Bedingungen im Produktionsraum und das Personal. Die häufigsten Fadenbrüche entstehen zwischen dem Streckwerk (1 im Bild) und der Spitze der Spindel (4). Beim Fadenbruch wird das Ende des fertigen Garnes auf den Kops aufgewickelt, während die aus dem Streckwerk auslaufende Faserlunte in das Röhrchen der Absauganlage (2) geführt wird.

### Fadenbruch beheben
Die Maschinenbedienung stoppt die Spindel mit Kops, wickelt etwa 0,5 Meter Garn ab, zieht es durch den Läufer (5), den Fadenführer (3) und führt den Anspinner aus, d. h., schließt das Fadenende an die Faserlunte dicht unter dem Streckwerk so an, dass sich die Fasern in die Spirale zusammen mit dem fertigen Garn drehen. Der beschriebene Ablauf dauert ca. 1/4 Minute mit Abweichungen in Abhängigkeit von der Materialart usw. Die Bedienung der Ringspinnmaschine ist üblicherweise so organisiert, dass der Arbeiter beim Rundgang an den zugeteilten Maschinen verschiedene Aufgaben ausführt, wobei er etwa die Hälfte der Arbeitszeit mit dem Fadenbruchbeheben beschäftigt ist (ca. 120 Anspinner/Stunde). Die Fadenbruchhäufigkeit variiert mit 2 bis 10 Fällen pro Kilogramm Garn sehr stark. Die Fachliteratur nennt keine Durchschnittswerte, die Ergebnisse streuen besonders stark bei kleineren Spinnpartien. In vielen Betrieben werden die nötigen Daten nicht systematisch erfasst.

### Betriebswirtschaftliche Aspekte
Werden weltweit an den Ringspinnmaschinen 40 Millionen Tonnen Garn im Jahr produziert, sind bei durchschnittlich 4 Fadenbrüchen/kg mindestens 600.000 Angestellte ausschließlich mit Fadenbruchbeheben beschäftigt. Fadenbrüche verursachen 2–5 % Verlust an Produktionskapazität. Der Anteil der Fadenbrüche an den Garnherstellungskosten kann in Ländern mit einem hohen Lohnniveau bis zu 10 % erreichen.
Seit den 1980er Jahren wurden fahrbare Anspinnroboter entwickelt und in den 2010er Jahren zur Betriebsreife gebracht, die Fadenbruch im laufenden Betrieb reparieren können.

## Webmaschinen

### Ursachen für Fadenbruch
Neben den gleichen Faktoren wie bei den Ringspinnmaschinen sind für das Laufverhalten der Webmaschinen die Eigenschaften des Garnes der weit wichtigste Faktor. Zu den Garnqualitätsmerkmalen gehören die Reißfestigkeit und Dehnung, die im Wesentlichen vom verwendeten Rohstoff abhängig sind. So erreichen Streichgarne eine Reißfestigkeit von 5 bis 7 cN/tex, gekämmte Baumwollgarne das Dreifache, und synthetische Filamentgarne sind zehnmal reißfester.
Aus diesen Gründen lassen sich die Leistungsparameter der Webmaschinen praktisch nur mit Kettfäden aus synthetischen Fasern voll ausnutzen. Garngleichmäßigkeit- und Sauberkeit sind durch die Produktionsbedingungen in der Spinnerei stark beeinflusst. An der Spulmaschine werden alle Garne elektronisch kontrolliert und Fehler können zum großen Teil durch Herausschneiden beseitigt werden.
Ein Test, bei dem das fertige Garn elektronisch abgetastet wird, kann genaue Auskunft über Gleichmäßigkeit, Anzahl der Dünn- und Dickstellen sowie Nissen liefern. Auf Basis dieser Tests werden in der Schweiz seit einigen Jahrzehnten Etalone (Musterstücke) herausgegeben, mit denen jede Spinnpartie verglichen und im Verhältnis zur weltweiten Konkurrenz eingeordnet werden kann (Uster Statistics).
Fadenbrüche können sowohl in der Kette, als auch im Schuss entstehen, die Ursache hängt von der verwendeten Webmaschine ab. Mögliche Ursachen für Fadenbrüche im Schuss sind:
- Greiferwebmaschine
  - Die Schussfadenbremse wurde nicht korrekt eingestellt (wird zu früh oder zu spät geschlossen bzw. geöffnet), daher zu viel oder zu wenig Spannung im Schussfaden
  - Die Greiferklemme ist verschmutzt und konnte den Schussfaden nicht richtig einklemmen
  - Nicht genug Klemmkraft im Greiferkopf (bei Bandgreifern)
  - Die Schussfadenwächter wurden nicht richtig eingestellt
- Luftdüsenwebmaschine
  - Zu wenig oder zu viel Hauptdüsendruck
  - Der Schussfaden wird auf der Schusseintragsseite nicht richtig gestrafft gehalten und springt zurück ins Webfach
  - Der Stopperfinger schließt zu früh oder zu spät
  - Zu hoher Borstenringdruck am Schussfadenspeichergerät
  - Zwischen Kreuzspule und Schussfadenspeichergerät wird nicht gewächtet, Fadenbrüche in dem Bereich können ungehindert in das Webfach gelangen
- Projektilwebmaschine
  - Die Projektilklemme klemmt den Schussfaden nicht richtig ein
  - Die Schussfadenbremse wurde nicht richtig eingestellt
  - Der Schussfaden war zu fein und ist bei der Beschleunigung gerissen

Mögliche Ursachen für Fadenbrüche in der Kette sind:
- Greiferwebmaschine
  - Der Greiferkopf scheuert an die Kettfäden
  - Die Fachöffnung wurde nicht mit dem Ein- und Austritt der Greifer abgestimmt
- Luftdüsenwebmaschine
  - Der Luftdruck kann die Kettfäden beschädigen
- Projektilwebmaschine
  - Die Fachöffnung erfolgt zu früh oder zu spät, das Projektil schießt dadurch Kettfäden ab

### Fadenbruch beheben

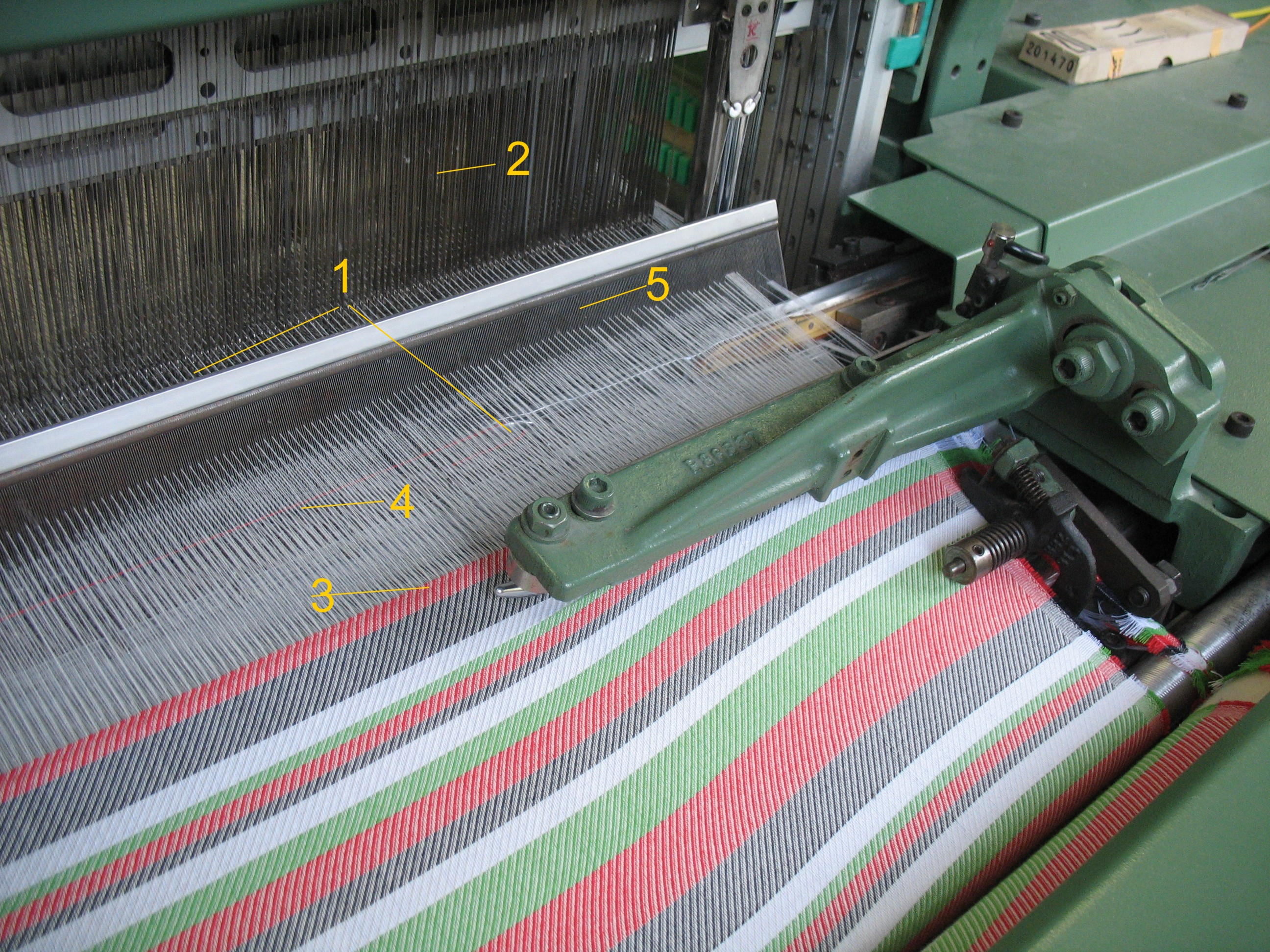
Vorderfach der Webmaschine

Die Aufnahme rechts zeigt das Vorderfach der Webmaschine, in dem die meisten Fadenbrüche entstehen. Die Kettfäden (1) reißen überwiegend zwischen den Litzen (2) und dem Anfang des fertigen Gewebes (3). Im Fall eines Fadenbruchs stoppt die Maschine sofort. Der Weber muss das Fadenende finden, ein fehlendes Stück Garn anknoten, durch den Riet (5) ziehen und beide Fadenenden verknoten. Wenn der Bruch vor dem Schaft erfolgt, muss der Faden erst noch durch die Litze.
Ein geringer Teil der Fadenbrüche entsteht im Hinterfach. Auch die Anzahl der Schussfadenbrüche (4) ist relativ niedrig.

### Betriebswirtschaftliche Aspekte
Einige Untersuchungen zeigen, dass die Fadenbruchkosten bei der Verarbeitung von Stapelgarnen an der Webmaschine 3- bis 4-mal höher sind als an der Ringspinnmaschine (Basis 1 kg Garn). Dagegen können moderne Luftdüsenwebmaschinen bis zu 3 kg Gewebe aus texturierten Kettfäden bei nur einem Fadenbruch produzieren. Unter diesen Bedingungen sind die Fadenbruchkosten in etwa gleich wie an der Ringspinnmaschine.

### Gewebefehler
Alle Erzeugnisse der Weberei werden vor der Ablieferung visuell kontrolliert und die Fehler werden erfasst. In der Regel ist der Anteil der durch Fadenbrüche verursachten Gewebefehler gering. Die Kriterien für die Fehlerbeurteilung sind international nicht einheitlich festgelegt. Eine statistische Erfassung wie bei den Garnfehlern befindet sich erst im Versuchsstadium. Bei teuren Geweben, vorwiegend bei wollartigen, werden Fehler durch Stopfen und Noppen vor der Ablieferung repariert. In einigen Webereien sind direkt an den Webmaschinen fotoelektronische Kontrollen installiert.